# متحف ديل برادو
متحف ديل برادو في مدريد عاصمة إسبانيا هو متحف ومعرض الفنون وأحد أهم المتاحف على مستوى أوروبا إذ يحتضن العديد من الكنوز الفنية واحدة من أروع مجموعات العالم من الفن الأوروبي، من القرن الثاني عشر وحتى مطلع القرن التاسع عشر، على أساس جمع الملكية الإسبانية السابقة.

## بناء المتحف
متحف ديل برادو هو واحد من المباني التي شيدت في عهد شارل الثالث كجزء من خطة ترمي لبناء متكلفا لتضفي على مدريد الحيز الحضري في عام 1785 ليكون في الأصل مقرا لمقتنيات معهد العوم الطبيعية، «برادو» (معنى المرج بالإسبانية) اعطت اسمها إلى منطقة (salón ديل برادو، في وقت لاحق Paseo دل برادو)، وفيما بعد إلى المتحف. توقف العمل على بناء متحف ديل برادو بين عهد شارل الثالث وخلال حرب شبه الجزيرة وبدأت مرة أخرى في عهد حفيد شارل الثالث فرديناند السابع افتتح يوم 19 نوفمبر عام 1819 خلال حكم فرناندو السابع. كان بناء متحف ديل برادو يستخدم مقرا لسلاح الفرسان ومخزن البارود لقوات نابليون مقره في مدريد أثناء حرب الاستقلال.

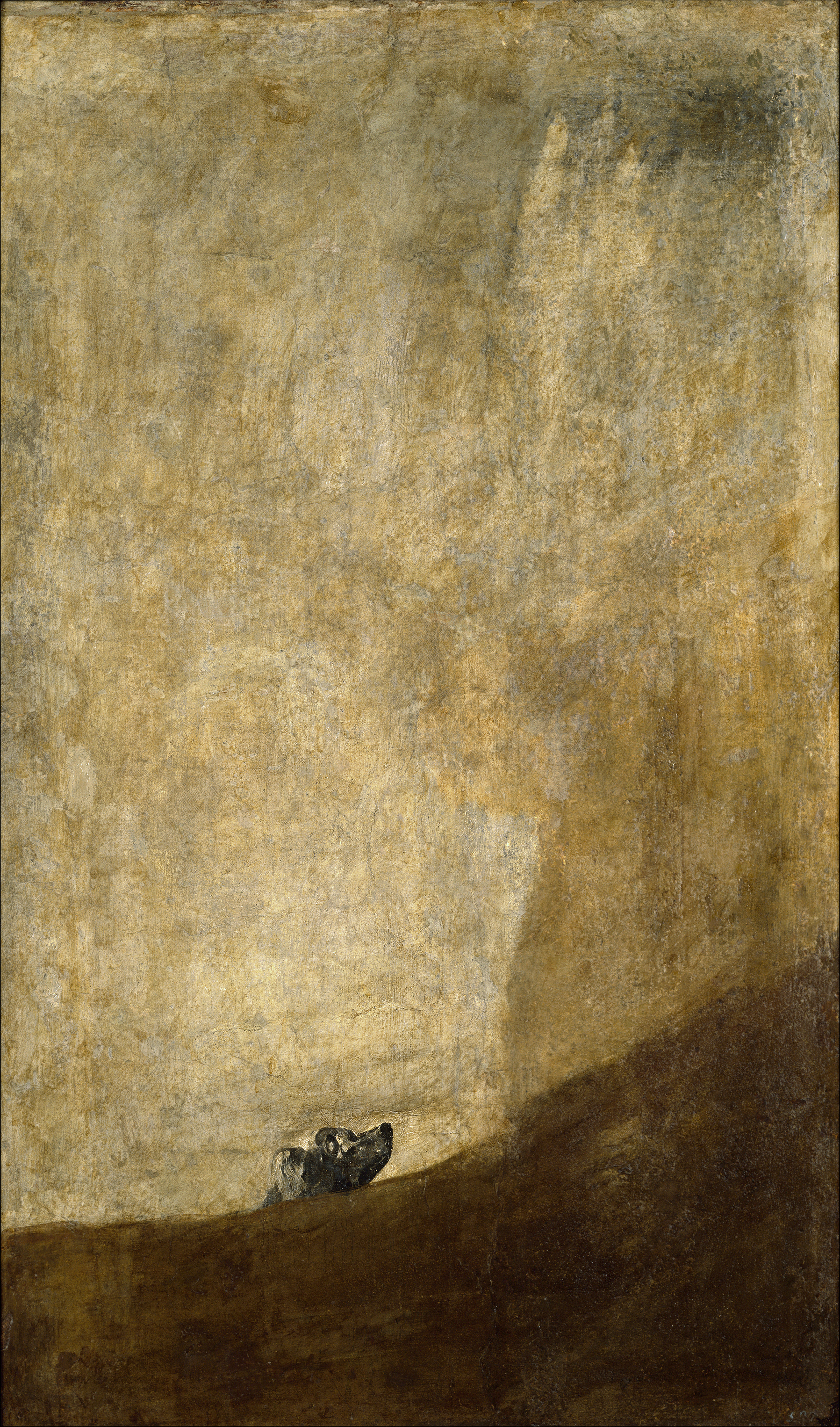
الكَلْبُ بريشة الفنان الإسباني فرانسيسكو غويا ، إحدى لوحات غويا السوداء، والتي رسمها مباشرة على جدران منزله في وقت ما بين 1819 و1823 عندما كان في منتصف السبعينيات من عمره. متحف ديل برادو، مدريد.

أسس متحف ديل برادو للوحات والنحت، كما يحتوي على مجموعات هامة من أكثر من 5000 رسومات، العملات المعدنية والميداليات، وتقريبا 2000 الزخرفية الأجسام وتحف فنية. النحت يمثله أكثر من 700 وعدد أقل من شظايا النحت.
- متحف ألبرادو استراحة عمالقة الفن الأسباني.
- تضافرت حضارات عريقة، وعلى رأسها الحضارة الإسلامية العربية، لتحول أسبانيا إلى دولة ذات ثراء على صعيد الحياة الفنية بين دول أوروبا.
- ظهر في إسبانيا الكثير من الفنانين الذين نافسوا عمالقة الرسم في إيطاليا وفرنسا وألمانيا.
- وتتجسد عبقرية هؤلاء الفنانين الأسبان في اللوحات الزيتية والمنحوتات العديدة، التي يضمها متحف البرادو في قلب العاصمة الأسبانية مدريد. وتزيد هذه الأعمال عن الثلاثة آلاف رسم زيتي لأشهر عمالقة الرسم في العالم، بالإضافة إلى ما يربو على 400 منحوتة، ومجموعة من المجوهرات وقطع نادرة من البور سلين والكريستال والمشغولات الذهبية.

ويقدم متحف البرادو نماذج عديدة لمدارس الرسم الأسباني، الإيطالية، الفلمنكية، الفرنسية، الألمانية، الهولندية، الإنجليزية.
وفي الواقع فان زيارة متحف البرادو تفتح الباب على مصراعيه للتعرف على أصول وإنجازات الفن الغربي بأكمله.
•اشتهر ملوك إسبانيا في عصورها الوسطى بحبهم للأعمال الفنية وخصوصا من اللوحات الزيتية التي كانت تزين جدران قصورهم ويذكر لهم أنهم سمحوا لكل مشتغل بالفن أو حتى من الهواة إسبانيا كان أو أجنبيا أن يزور مجموعاتهم في قصورهم وان ينتفع بهي ولكننا لا نعرف لهم متحفا عاما بالرغم من ذلك.
•وتسقط إسبانيا تحت ضربات جيوش نابليون ويعين جوزيف بونابرت ملكا عليها وكان عمه يريد آن يقلد سيرة الفاتحين الأوائل مثل لاسكندر الأكبر فكان ان أراد نابليون أن يضئ في الشعوب المقهورة شعلة الثقافة وحب الفن والجمال وجاء قرار بونابرت بإنشاء متحف البرادو على أن تكون نواته مجموعة التاج الأسباني القديم وكذلك الأديرة والكنائس وكان هذا في عام 1809.
•إلا أن حكم بونابرت سقط بعدها بحوالي خمس سنوات وجاء ملك إسبانيا فرديناند السابع وأعاد افتتاح المتحف في سبتمبر 1839.
•ولقد أراد الملك وعلى حد قوله مجدا لأسبانيا ومنفعة للناس وكل الناس وحتى الأجانب.
•إلا أن متحف البرادو في بداية سنواته الأولى لم يكن إلا مجموعه خاصة للملك يرعاها ويتكرم بالسماح للناس بزيارتها وكانت الزيارة ليوم واحد في الأسبوع ثم سارت يومين هما الأربعاء والسبت.
•ويذكر لمبنى المتحف فخامته وضخامته واللتان فاقتا كل وصف إلا ان أسلوب الإضاءة بيه كانت غير ملائمة مثل باقي المتاحف القديمة.
•وعندما نشبت الحرب الأهلية الأسبانية في أوائل الثلاثينات من القرن الماضي، تم تعيين الرسام العبقري بابلو بيكاسو أمينا على المتحف، لكنه لم يستطع النجاح بهذه المهمة، وتم نقل مقتنيات المتحف عندما أغلق يوم 03 أغسطس 1936، إلى فالينسيا في البداية، ثم إلى كتالونيا قبل أن تودع في النهاية في جنيف تحت رعاية عصبة الأمم، وظلت هناك حتى عادت في عام 1939 إلى مدريد.

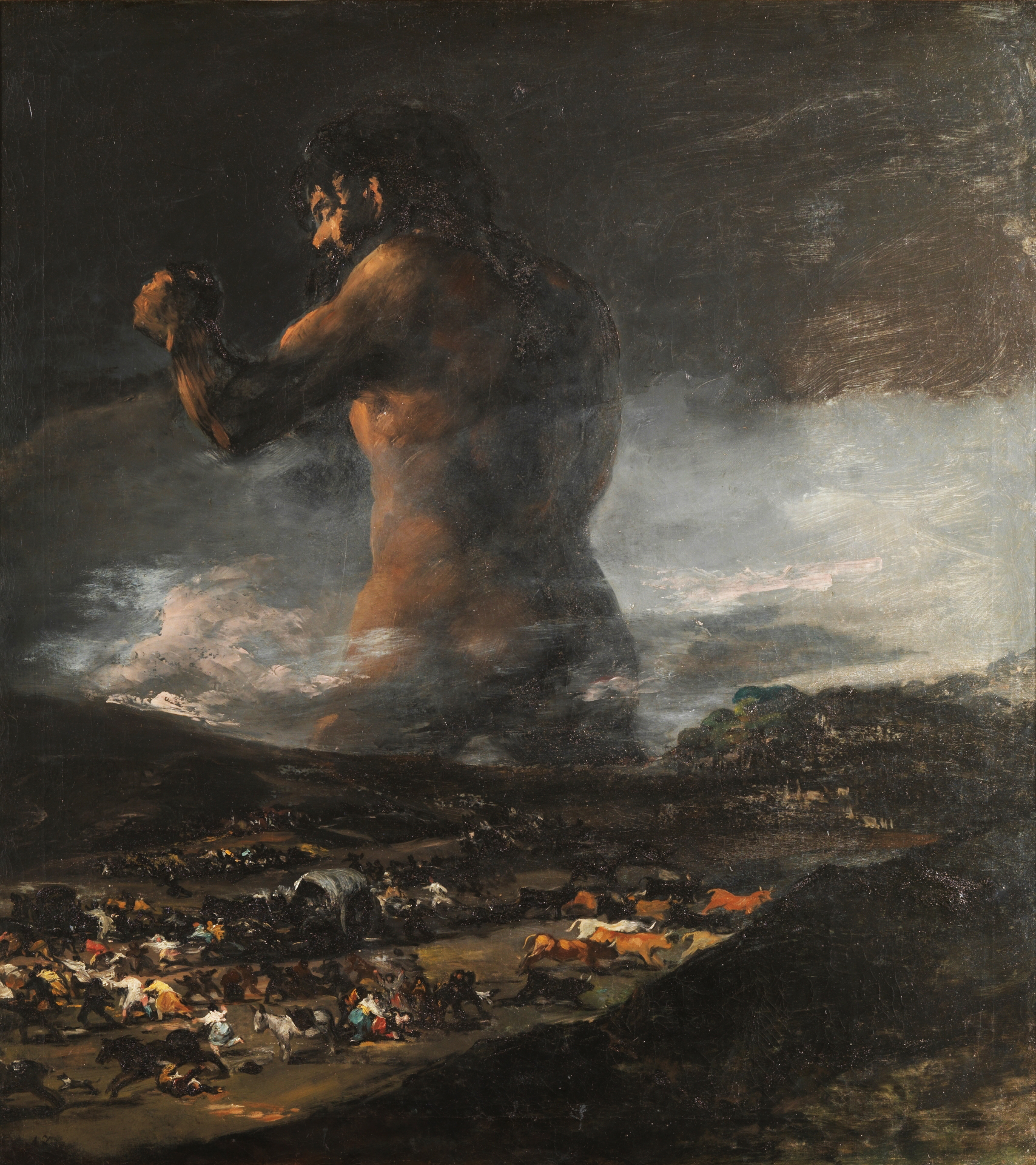
العملاق (لوحة) بريشة فرانسيسكو غويا 1808-1812

•وشهد متحف البرادو مرحلة تاريخية جديدة، وجرى تحسين وتطوير العديد من قاعات المبنى التي تم تزويدها بالمواد الواقية من الحريق لمنع وقوع أية حوادث يمكن أن تأتي على المجموعة بأكملها، وحصل المتحف بعد ذلك على العديد من القطع الفنية سواء من خلال الإهداءات أو المشتريات وكانت تلك القطع الفنية محصورة فقط لأعمال رسامي البلاط ورسامي (البورتريه) الرسميين، الذين ينتمون إلى البلاط الملكي منذ عهد فيليب الثاني وحتى عصر كارلوس الرابع، كذلك أعمال الفنانين الأسبان حتى نهاية القرن الثامن عشر، ثم اقتنى المتحف في وقت لاحق أعمالا لرسامين ينتمون إلى المدرستين الفلمنكية والإيطالية.
•ومع ذلك فان أهمية مجموعة ألبرادو برزت بوضوح في النصف الثاني من القرن التاسع عشر، عندما ضم المتحف محتويات متحف دي لاترينداد السابق، وهي مقتنيات يغلب عليها الطابع الديني لمدرستي مدريد وطليطلة.
•وتزايدت محتويات المتحف بالتدريج بعد أن خرج من محاولات إحراق متعددة وعمليات سرقة عديدة قبل نهاية القرن التاسع عشر، وإبان الحرب الأهلية الأسبانية.
•وفي عام 1946 ضم المتحف ولأول مرة لوحات رومانية، كما ضم العديد من الأعمال الفنية لمدارس (الباروك) في قرطبة، غرناطة، أشبيلية، وفالنسيا، مما ساهم في توسيع الإطار التاريخي والفني لهذا المتحف العريق.
وتعتبر قاعة ريبيرا، قاعة الجريكو، قاعة فيلازكيز، قاعة موريللو، وقاعة جويا من أهم قاعات المتحف.

## مجموعات من الرسوم الزيتية

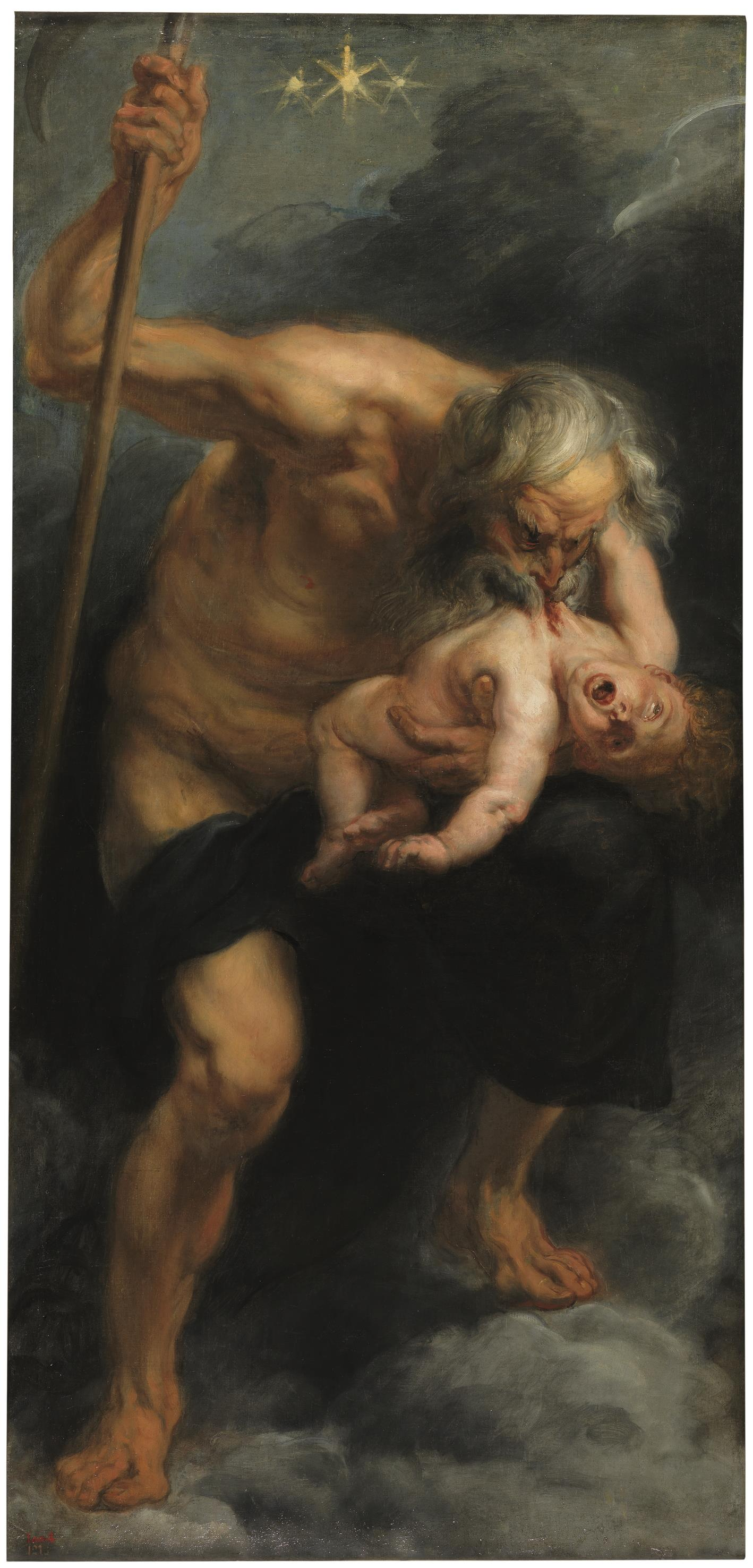
ساتورن يلتهم ابنه بريشة بيتر بول روبنس من عام 1636، متحف ديل برادو - مدريد

تضم قاعات متحف ديل برادو العديدة مجموعات من الرسوم الزيتية، تعد الأكثر استكمالا في العالم، وتزيد هذه الأعمال عن الثلاثة آلاف رسم زيتي لأشهر عمالقة الرسم في العالم، بالإضافة إلى ما يربو على 400 منحوتة، ومجموعة من المجوهرات وقطع نادرة من البور سلين والكريستال والمشغولات الذهبية.
والرسوم الزيتية التي تضمها قاعات المتحف المختلفة أبدعها عمالقة هذا الفن من جميع أنحاء العالم.. فهناك 83 لوحة أبدعها العبقري روبنز، 40 لوحة بريشة بروجل، 36 ل (تيتيان)، 14 ل (فيرونيز)، 6 لوحات و05 رسما تخطيطيا للرسام هيرونيموس بوش، من بينها حديقة المباهج الأرضية.